# Structure départementale des votes à l'élection présidentielle française de 2012
 (décembre 2018).
Si vous disposez d'ouvrages ou d'articles de référence ou si vous connaissez des sites web de qualité traitant du thème abordé ici, merci de compléter l'article en donnant les références utiles à sa vérifiabilité et en les liant à la section « Notes et références ».
- Les vingt départements métropolitains ayant le plus voté Nicolas Sarkozy au 2d tour de la présidentielle de 2012.

| N° | département     | %tage   |
| -- | --------------- | ------- |
| 06 | Alpes-Maritimes | 64,23 % |
| 67 | Bas-Rhin        | 63,44 % |
| 68 | Haut-Rhin       | 63,33 % |
| 83 | Var             | 62,64 % |
| 74 | Haute-Savoie    | 60,10 % |
| 2A | Corse-du-Sud    | 57,60 % |
| 10 | Aube            | 57,37 % |
| 01 | Ain             | 57,22 % |
| 84 | Vaucluse        | 56,43 % |
| 85 | Vendée          | 55,59 % |
| 51 | Marne           | 55,31 % |
| 52 | Haute-Marne     | 54,45 % |
| 2B | Haute-Corse     | 54,41 % |
| 78 | Yvelines        | 54,30 % |
| 45 | Loiret          | 54,01 % |
| 55 | Meuse           | 53,80 % |
| 57 | Moselle         | 53,48 % |
| 28 | Eure-et-Loir    | 53,47 % |
| 89 | Yonne           | 53,12 % |
| 60 | Mayenne         | 53,07 % |

- Les vingt départements métropolitains ayant le plus voté François Hollande au 2d tour de la présidentielle de 2012.

| N° | département          | %tage   |
| -- | -------------------- | ------- |
| 93 | Seine-Saint-Denis    | 65,32 % |
| 19 | Corrèze              | 64,86 % |
| 09 | Ariège               | 64,69 % |
| 87 | Haute-Vienne         | 63,99 % |
| 65 | Hautes-Pyrénées      | 62,42 % |
| 46 | Lot                  | 61,89 % |
| 23 | Creuse               | 61,02 % |
| 63 | Puy-de-Dôme          | 60,46 % |
| 22 | Côtes-d'Armor        | 59,19 % |
| 24 | Dordogne             | 59,14 % |
| 29 | Finistère            | 58,87 % |
| 16 | Charente             | 58,83 % |
| 58 | Nièvre               | 58,81 % |
| 31 | Haute-Garonne        | 58,78 % |
| 79 | Deux-Sèvres          | 57,31 % |
| 64 | Pyrénées-Atlantiques | 57,12 % |
| 40 | Landes               | 56,99 % |
| 03 | Allier               | 56,89 % |
| 32 | Gers                 | 56,64 % |
| 33 | Gironde              | 56,61 % |

- Les dix départements métropolitains dont le vote est le plus proche de la moyenne nationale au 2d tour de la présidentielle de 2012.

| N° | département       | %tage Hollande | points d'écart |
| -- | ----------------- | -------------- | -------------- |
| 17 | Charente-Maritime | 51,57 %        | - 0,05         |
| 56 | Morbihan          | 51,73 %        | + 0,11         |
| 15 | Cantal            | 51,80 %        | + 0,18         |
| 71 | Saône-et-Loire    | 51,86 %        | + 0,24         |
| 43 | Haute-Loire       | 51,38 %        | - 0,24         |
| 08 | Ardennes          | 51,89 %        | + 0,27         |
| 47 | Lot-et-Garonne    | 51,35 %        | - 0,27         |
| 34 | Hérault           | 51,31 %        | - 0,31         |
| 82 | Tarn-et-Garonne   | 51,27 %        | - 0,35         |
| 37 | Indre-et-Loire    | 51,23 %        | - 0,39         |

## Évolution des structures départementales des votes entre les seconds tours des présidentielles 1981 et 2012
Les dix départements métropolitains ayant le plus évolué vers la droite entre 1981 et 2012
On y retrouve bon nombre de départements continentaux qui bordent la Méditerranée, peut-être à cause de nombreux retraités qui s'y sont installés et du rapatriement des Français d'Algérie qui ont voté de plus en plus à droite.
| numéro | département           | % Giscard d'Estaing 1981 | % Sarkozy 2012 | écart   |
| ------ | --------------------- | ------------------------ | -------------- | ------- |
| 83     | Var                   | 51,69 %                  | 62,64 %        | 10,95 % |
| 84     | Vaucluse              | 45,74 %                  | 56,43 %        | 10,69 % |
| 06     | Alpes-Maritimes       | 54,37 %                  | 64,23 %        | 9,86 %  |
| 13     | Bouches-du-Rhône      | 43,89 %                  | 52,83 %        | 8,94 %  |
| 30     | Gard                  | 42,52 %                  | 51,20 %        | 8,68 %  |
| 10     | Aube                  | 49,93 %                  | 57,37 %        | 7,44 %  |
| 11     | Aude                  | 36,33 %                  | 43,76 %        | 7,43 %  |
| 60     | Oise                  | 45,39 %                  | 52,67 %        | 7,28 %  |
| 52     | Haute-Marne           | 48,03 %                  | 54,45 %        | 6,42 %  |
| 90     | Territoire de Belfort | 43,57 %                  | 49,48 %        | 5,91 %  |

Les dix départements métropolitains ayant le plus évolué vers la gauche entre 1981 et 2012
| N° | département          | % Mitterrand 1981 | % Hollande 2012 | écart  |
| -- | -------------------- | ----------------- | --------------- | ------ |
| 35 | Ille-et-Vilaine      | 45,82 %           | 55,71 %         | 9,89 % |
| 29 | Finistère            | 49,07 %           | 58,87 %         | 9,80 % |
| 79 | Deux-Sèvres          | 47,57 %           | 57,31 %         | 9,74 % |
| 48 | Lozère               | 40,58 %           | 49,95 %         | 9,37 % |
| 75 | Paris                | 46,44 %           | 55,60 %         | 9,16 % |
| 50 | Manche               | 40,86 %           | 49,90 %         | 9,04 % |
| 15 | Cantal               | 43,06 %           | 51,80 %         | 8,74 % |
| 63 | Puy-de-Dôme          | 51,92 %           | 60,46 %         | 8,54 % |
| 49 | Maine-et-Loire       | 40,36 %           | 48,85 %         | 8,49 % |
| 64 | Pyrénées-Atlantiques | 49,58 %           | 57,12 %         | 7,54 % |

## Évolution des structures départementales des votes entre les seconds tours des présidentielles 1995 et 2012
Les dix départements métropolitains ayant le plus évolué vers la droite entre 1995 et 2012
| numéro | département   | % Chirac 1995 | % Sarkozy 2012 | écart  |
| ------ | ------------- | ------------- | -------------- | ------ |
| 68     | Haut-Rhin     | 57,26 %       | 63,33 %        | 6,07 % |
| 67     | Bas-Rhin      | 58,97 %       | 63,44 %        | 4,47 % |
| 52     | Haute-Marne   | 52,17 %       | 54,45 %        | 2,28 % |
| 57     | Moselle       | 51,30 %       | 53,48 %        | 2,18 % |
| 02     | Aisne         | 45,45 %       | 47,60 %        | 2,15 % |
| 10     | Aube          | 55,30 %       | 57,37 %        | 2,07 % |
| 60     | Oise          | 51,12 %       | 52,67 %        | 1,55 % |
| 55     | Meuse         | 52,29 %       | 53,80 %        | 1,51 % |
| 08     | Ardennes      | 46,71 %       | 48,11 %        | 1,40 % |
| 62     | Pas-de-Calais | 42,72 %       | 43,82 %        | 1,10 % |

Les dix départements métropolitains ayant le plus évolué vers la gauche entre 1995 et 2012
| N° | département          | % Jospin 1995 | % Hollande 2012 | écart   |
| -- | -------------------- | ------------- | --------------- | ------- |
| 19 | Corrèze              | 38,63 %       | 64,86 %         | 26,23 % |
| 75 | Paris                | 39,83 %       | 55,60 %         | 15,77 % |
| 15 | Cantal               | 37,06 %       | 51,80 %         | 14,74 % |
| 23 | Creuse               | 46,36 %       | 61,02 %         | 14,66 % |
| 93 | Seine-Saint-Denis    | 51,84 %       | 65,32 %         | 13,48 % |
| 87 | Haute-Vienne         | 51,87 %       | 63,99 %         | 12,12 % |
| 63 | Puy-de-Dôme          | 48,88 %       | 60,46 %         | 11,58 % |
| 48 | Lozère               | 38,55 %       | 49,95 %         | 11,40 % |
| 64 | Pyrénées-Atlantiques | 46,10 %       | 57,12 %         | 11,02 % |
| 12 | Aveyron              | 44,13 %       | 54,42 %         | 10,29 % |